# Radian Ridge
Radian Ridge (englisch für Radiant-Grat) ist ein Bergkamm im ostantarktischen Viktorialand. Er erstreckt sich in der Royal Society Range nach Osten entlang der Südseite des Radiant-Gletschers.
Das New Zealand Geographic Board benannte den Bergkamm im Jahr 1994 in Anlehnung an die Benennung des Radiant-Gletschers.